# Arturo Zychlinsky
Arturo Zychlinsky (* 16. April 1962 in Mexiko-Stadt) ist Biologe und seit 2001 Direktor am Max-Planck-Institut für Infektionsbiologie. In seiner Forschung fokussiert sich Zychlinsky auf Neutrophil Extracellular Traps (NETs), die er zusammen mit Volker Brinkmann entdeckt hat und die immunologische Funktionen von Chromatin.

## Leben
Sein Grundstudium absolvierte Arturo Zychlinsky an der Escuela Nacional de Ciencias Biológicas in Mexiko-Stadt. Im Jahr 1991 promovierte er an der Rockefeller University im Labor von Zanvil Cohn. Von 1991 bis 1993 war er EMBO-Postdoc-Stipendiat bei Philippe J. Sansonetti am Institut Pasteur. Danach wechselte er an das Skirball Institute, New York University School of Medicine, wo er eine Position als Assistant und Associate Professor einnahm. Seit 2001 ist er Direktor der Abteilung für Zelluläre Mikrobiologie am Max-Planck-Institut für Infektionsbiologie in Berlin.

## Forschung

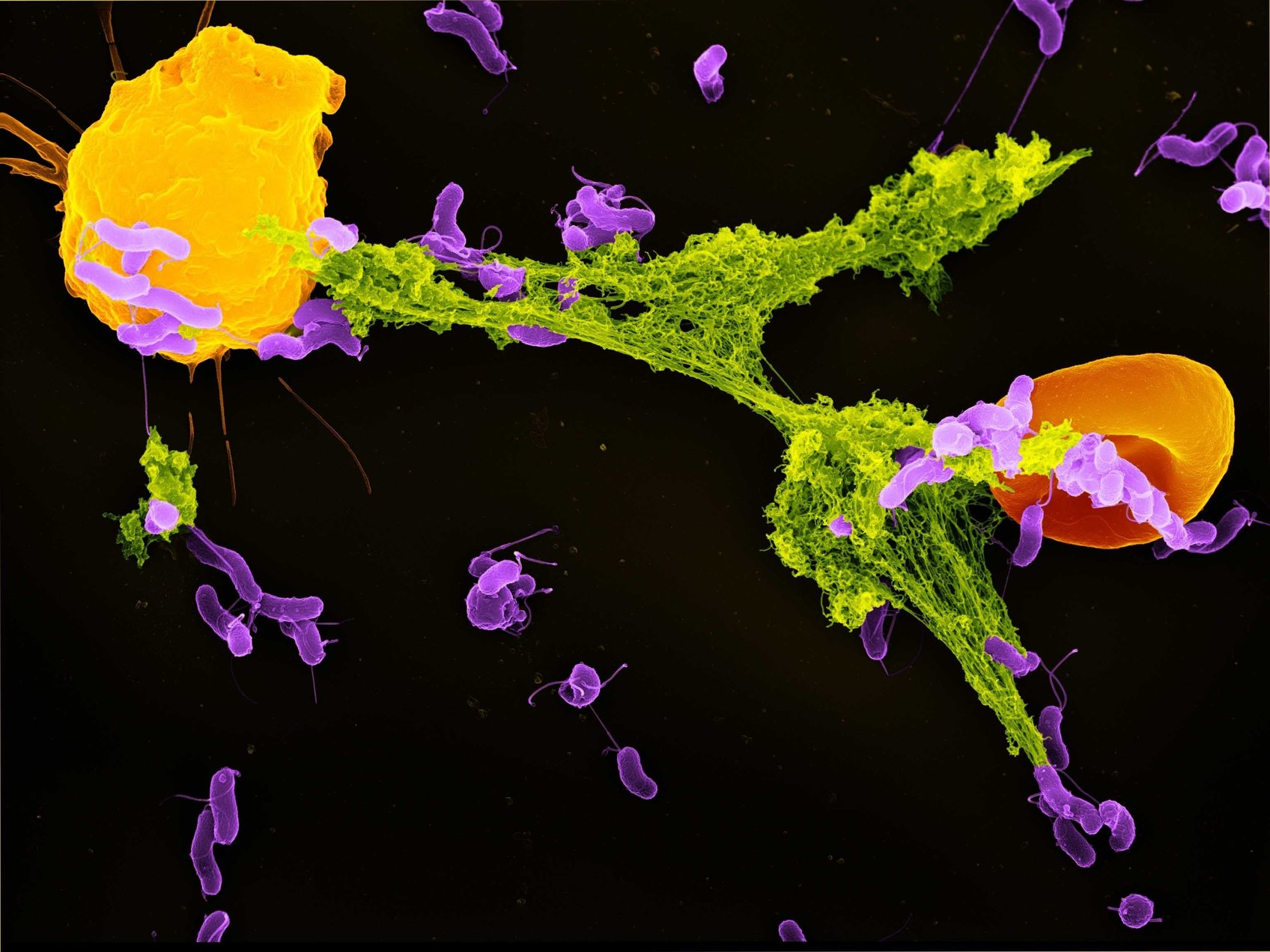
Zusammen mit Volker Brinkmann entdeckte Zychlinsky die Neutrophil Extracellular Traps (NETs). Diese Rasterelektronenaufnahme zeigt ein NET (grün), das von einem Neutrophilen (gelb) ausgeworfen wird, um Bakterien (lila) einzufangen. Ein rotes Blutkörperchen (orange) ist ebenfalls in dem NET gefangen.

Zychlinsky hat grundlegende Beiträge im Bereich der Mikrobiologie und Immunologie geleistet, darunter die erste Beschreibung, dass bakterielle Krankheitserreger einen Zelltod verursachen und somit eine Entzündung auslösen können. Er arbeitete an der Aktivierung von Toll-Like-Rezeptoren und deren Rolle für das Immunsystem und leistete wichtige Beiträge zum Verständnis der Rolle von Neutrophilen für das angeborene Immunsystem, einschließlich der Entdeckung von NETs, der Beschreibung der Netose, einer neuartigen Form des Zelltods, die für die Freisetzung von NETs erforderlich ist, dem Mechanismus der NET-Bildung und der Rolle von NETs in der Immunität und Autoimmunität.

## Auszeichnungen und Preise
Zychlinsky wurde mit dem Irma T. Hirschl Career Scientist Award und dem Eva und Klaus Grohe-Preis der Berlin-Brandenburgischen Akademie der Wissenschaften ausgezeichnet. Er ist Mitglied der European Molecular Biology Organization (EMBO), der Nationalen Akademie der Wissenschaften Leopoldina, der American Society and Academy of Microbiology und der European Academy of Microbiology.

## Privates
Zychlinsky ist mit der deutschen Zoologin und Neuroethologin Constance Scharff verheiratet und hat zwei Töchter.